# Elophos lutea
Elophos lutea är en fjärilsart som beskrevs av Feichenberger 1962. Elophos lutea ingår i släktet Elophos och familjen mätare. Inga underarter finns listade i Catalogue of Life.